# Agua Fría (Nuevo México)
Agua Fría es un lugar designado por el censo ubicado en el condado de Santa Fe en el estado estadounidense de Nuevo México. En el Censo de 2010 tenía una población de 2800 habitantes y una densidad poblacional de 412,63 personas por km².

## Geografía
Agua Fría se encuentra ubicado en las coordenadas 35°39′45″N 106°1′4″O / 35.66250, -106.01778. Según la Oficina del Censo de los Estados Unidos, Agua Fría tiene una superficie total de 6.79 km², de la cual 6.58 km² corresponden a tierra firme y (3.02%) 0.2 km² es agua.

## Demografía
Según el censo de 2010, había 2800 personas residiendo en Agua Fría. La densidad de población era de 412,63 hab./km². De los 2800 habitantes, Agua Fría estaba compuesto por el 69.39% blancos, el 0.36% eran afroamericanos, el 1.64% eran amerindios, el 0.46% eran asiáticos, el 0.07% eran isleños del Pacífico, el 23.86% eran de otras razas y el 4.21% pertenecían a dos o más razas. Del total de la población el 79.25% eran hispanos o latinos de cualquier raza.